# Consistórios de Bonifácio VIII
O Papa Bonifácio VIII (r. 1294–1303) criou 15 novos cardeais em cinco consistórios:

## início de 1295
1. Benedetto Caetani † 14 de dezembro de 1296

## 17 de dezembro de 1295
1. Giacomo Tomassi-Caetani, OFM,  † 1 de janeiro de 1300
2. Francesco Napoleone Orsini † 1312.
3. Giacomo Gaetani Stefaneschi † 23 de junho de 1341
4. Francesco Caetani † 16 de maio de 1317
5. Pietro Valeriano Duraguerra † 17 de dezembro de 1302.

## 4 de dezembro de 1298
1. Gonzalo Pérez Gudiel † 7 de novembro de 1299.
2. Teodorico Ranieri † 7 de dezembro de 1306.
3. Niccolò Boccasini, OP, 7 de julho de 1304
4. Riccardo Petroni † 10 de fevereiro de 1314.

## 2 de março de 1300
1. Leonardo Patrasso † 7 de dezembro de 1311.
2. Gentile Partino, OFM  † 27 de outubro de 1312.
3. Luca Fieschi † 31 de janeiro de 1336.

## 15 de dezembro de 1302
1. Pedro Rodríguez † 20 de dezembro de 1310.
2. Giovanni de Morrovalle, OFM † em agosto de 1312